# 于德陆
于德陆（1987年10月11日—），中国斯诺克运动员，2011年到2018年参加职业赛事，2018年5月25日于德陆和曹宇鹏因涉嫌操纵比赛被世界职业比利和斯诺克协会停赛，2018年12月1日世界职业比利和斯诺克协会决定对于德陆禁赛10年9个月（2018年5月25日至2029年3月24日）。2019年3月，中国台球协会（CBSA）宣布对于德陆处以终身禁赛的处罚。